# L'Aéronef
 (juillet 2019).
Pour les articles homonymes, voir Aéronef (homonymie).
L'Aéronef est une salle de concert française située à Lille dans le département du Nord en région Hauts-de-France.

## Situation
Elle est située à Lille dans le bâtiment d'Euralille dessiné par Jean Nouvel, à proximité de la gare de Lille-Flandres. 

## Présentation
L'Aéronef est consacrée aux musiques actuelles et autres disciplines artistiques (graphisme, danse, ...). En plus de la grande salle de concert, on y trouve d'autres structures attenantes : le Club, l'Aérobar, l'Espace Expositions, ainsi qu'une petite restauration.
L'Aéronef est labellisé Scène de musiques actuelles par le Ministère de la culture.

## Historique
« Les spectacles sans gravité - L’Aéronef » est une Association loi de 1901 à but non lucratif, porteuse d’un projet artistique et culturel créée en 1989 par Jean-Pascal Reux et parrainée par Alain Bashung. L'association était située rue Colson avec une salle d'une capacité de 800 spectateurs avant de déménager à Euralille en 1995.
De nombreux artistes se sont produits à L'Aéronef : Georgio, Vald, Beth Ditto, La Femme, Imany, LEJ, Soulwax, Chinese Man, Vitalic, Kery James, Jain (chanteuse), Danakil (groupe), Tryo, Max Romeo, Fakear, Alain Bashung, Elliott Murphy, Louis Bertignac, Jean-Louis Aubert, Kraftwerk, Von Magnet, MC Solaar, Keziah Jones, Léo Ferré, Yannick Noah, Maurane, IAM, Israel Vibration, Oasis (groupe), Suprême NTM, Cut Killer, DJ Abdel, Placebo (groupe), Dee Nasty, Daft Punk, La Funk Mob, Pablo Moses, Louise attaque, The Toasters, Muse (groupe), Die Anarchistische Abendunterhaltung, Psy 4 de la rime, Nashville Pussy, Ärsenik, Jean-Louis Murat, Sniper (groupe), The Black Keys, Yuri Buenaventura, Busta Flex, Youngblood Brass Band, Phoenix (groupe), Ol Kainry, Diam's, Arctic Monkeys, Sinik, Booba, Donna Summer, Birdy Nam Nam, Fonky Family, Yelle (chanteuse), La Fouine, Kamini, Vitaa, Public Enemy, Sinclair (chanteur), JoeyStarr, Simple Plan, Julien Doré, Sébastien Tellier, Thomas Dutronc, BB Brunes, Étienne Daho, Morrissey, Matthieu Chedid, Cœur de pirate, Franz Ferdinand, War on Drugs, Angus and Julia Stone, Raphael (chanteur français), Disiz, Charlotte Gainsbourg, Sia (chanteuse), Benjamin Biolay, Yuksek, Thirty Seconds to Mars, Selah Sue, 1995 (groupe), Akhenaton (rappeur), Aloe Blacc, The Dø, Stupeflip, Ben l'Oncle Soul, Skip the Use, Superbus, Youssoupha, Michael Kiwanuka, Gaël Faye, Irma (chanteuse), Shaka Ponk, Orelsan, Stromae, Jake Bugg, Médine, Némir, London Grammar, Joyce Jonathan, The Black Angels, Asaf Avidan, Oxmo Puccino, Jenifer, Emeli Sandé, Lilly Wood and the Prick, Kyo (groupe), Oscar and the Wolf, Black M, Cats on Trees, Vanessa Paradis, Deen Burbigo, Cécile Cassel, Fauve (groupe), Columbine, Brigitte (groupe), Arkona, Eluveitie, Ultra Vomit, Tagada Jones, The White Stripes, Ash,Suede, Noel Gallagher’s High Flying Birds, Jake Bugg, Korn, Silmarils, FFF (groupe), Limp Bizkit, Faith No More, Mass Hysteria, Jinjer

## Action culturelle
L'Aéronef est une structure indépendante qui s’appuie sur des partenaires institutionnels comme la ville de Lille, la région Hauts-de-France, l’État et le département du Nord. Elle est dotée, à ce titre, de missions de service public dans le champ de la culture, à travers :
- La diffusion de spectacles et de rendez-vous thématiques
- Le soutien à la création et à l’émergence artistique
- La sensibilisation et le croisement des publics

L'Aéronef c'est plus de 70 concerts par saison mais c'est aussi des résidences d'artistes, des expositions, des concerts pour les enfants et autres projets culturels pluridisciplinaires.

## Accès
L'accès à l'Aéronef est possible par le train via la gare de Lille-Flandres, par le métro et le tramway à la station Gare Lille-Flandres et par les lignes de bus L5, 9, 10, 14, 50, 51, 86, 88, L90, L91, L91E et N1 du réseau Ilévia.